# 宿根肋柱花
宿根肋柱花（学名：Lomatogonium perenne）为龙胆科肋柱花属下的一个种。

## 扩展阅读
維基物種上的相關：宿根肋柱花